# Roquette Frères
Roquette Frères — французская агропромышленная компания, производитель крахмала и других ингредиентов для пищевой и фармацевтической промышленности. Штаб-квартира расположена в коммуне Лестрем (регион О-де-Франс). Контролируется семьёй Рокетт.

## История
В 1933 году братья Жермен и Доминик Рокетт открыли завод по производству картофельного крахмала для текстильной и пивоваренной промышленности. В 1946 году было начато производство кукурузного крахмала. В 1954 году Roquette наладила изготовление сорбита. В 1956 году открыт второй завод по производству крахмала в Векмоне (фр.). В 1957 году куплена доля в испанской компании Levantina Agrícola Industrial, к 1970 году доля была увеличена до контрольного пакета акций. В 1967 году ассортимент продукции пополнился мальтодекстринами. В 1970-х годах компания вышла на фармацевтический рынок, поставляя производителям лекарств эксципиенты (вспомогательные вещества). В 1978 году открыт офис в Нью-Йорке (США). В 1986 году начато производство пшеничного крахмала для изготовления выпечки и снеков.
В 2001 году в Ляньюньгане (КНР) открыт первый завод компании в Азии. В 2005 году в Вик-сюр-Эне открыт завод по производству растительного белка из гороха. В 2006 году куплена доля в индийской компании Riddhi Siddhi Gluco Biols с тремя заводами по производству крахмала; в 2012 году она была поглощена полностью. В 2014 году куплен литовский производитель кукурузного крахмала Amilina с заводом и лабораторией в городе Паневежис. В 2017 году поглощена компания Itacel, производитель целлюлозных эксципиентов с предприятиями в Индии и Бразилии. В 2021 году в Портидж-ла-Прери (Манитоба, Канада) открыт ещё один завод растительного белка из гороха.
В октябре 2023 года куплена японская компания Qualicaps, поставщик капсул для фармацевтической промышленности. В 2024 году было достигнуто соглашение о покупке у International Flavors & Fragrances подразделения по производству эксципиентов, стоимость сделки оценивалась в 2,85 млрд долларов.

## Деятельность
Предприятия Roquette Frères перерабатывают кукурузу, пшеницу, картофель, горох и другое растительное сырьё. Продукция компании включает крахмал, декстрозу, мальтодектрин, полиолы, растительные белки, целлюлозу, пищевые волокна, глюкозный сироп, биоэтанол, маннит и сорбит, а также желатиновые капсулы:
Компании принадлежит более 30 предприятий, в том числе во Франции (6), Индии (5), США (4), Китае (3), Румынии (3), Бразилии (2), Испании (2), Канаде (2), Италии, Литве, Нидерландах и Японии (по 1). Научно-исследовательские центры имеются во Франции, Индии, Китае, Литве, Сингапуре, США и Японии. Штаб-квартира и главный завод находятся в Лестреме; на этом предприятии работает 2800 человек, оно включает 57 производственных цехов и 50 линий по расфасовке.
Выручка компании за 2023 год составила 5 млрд евро, её распределение по регионам: Европа — 63 %, Америка — 17 %, Китай — 6 %, остальная Азия — 14 %.